# Diodotosz Trüphón szeleukida uralkodó
Diodotosz Trüphón (Διόδοτος Τρύφων, ? – Kr. e. 138) ókori hellenisztikus uralkodó, a Szeleukida Birodalom trónbitorlója volt (kb. Kr. e. 142-től haláláig).
Főminiszterként és hadvezérként szolgált I. Alexandrosz Balasz udvarában. Miután királyát Kr. e. 145-ben leverte II. Démétriosz Nikatór, Balasz kisfiát, a nabateusokhoz menekült VI. Antiokhosz Epiphanészt léptette fel trónkövetelőként, amihez az elégedetlen szíriai lakosság mellett a nemrég függetlenedett palesztinai zsidó állam vezetőinek, Jonatán és Simon Makkabeusnak is megnyerte a támogatását.
Démétriosztól rövidesen sikeresen elragadta Szíria nagy részét, beleértve a fővárost, Antiokheiát. A király rövidesen visszahúzódott Mezopotámiába, ahol a Párthus Birodalommal keveredett háborúba. Ezt kihasználva Kr. e. 142 körül meggyilkolta bábját, VI. Antiokhoszt, és saját maga foglalta el a trónt. Végül a párthus fogságba került Démétriosz öccse, VII. Antiokhosz Szidétész győzte le és foglalta el a trónt.